# 张军 (1956年)
张军 （1956年10月—），山东博兴人，中国共产黨、中华人民共和国法官及政治人物，副国级领导人。吉林大学法律系毕业，中国人民大学刑法学硕士，武汉大学刑法学博士。中共第十九、二十届中央委员，第十七、十八届中纪委委员。历任中华人民共和国司法部副部长，最高人民法院副院长（正部长级），中国共产党中央纪律检查委员会副书记，中华人民共和国司法部部长，中华人民共和国最高人民检察院检察长。现任中华人民共和国最高人民法院院长、党组书记、审判委员会委员，首席大法官。

## 生平
張軍1973年1月参加工作，曾在吉林省农安县插队劳动。1974年5月加入中国共产党。1975年，进入中国共青团长春市委宣传部工作。高考制度恢复后，1978年考入吉林大学法律系；1982年毕业后，又考入中国人民大学攻读刑法学硕士。
1985年，进入最高人民法院工作，历任研究室综合处、刑事处书记员，刑事处副处长、处长，研究室副主任，刑事审判第一庭庭长，刑事审判第二庭庭长等职（2001年8月至2002年7月，挂职担任北京市高级人民法院常务副院长）。2001年12月，任最高人民法院副院长、审判委员会委员，二级大法官。2003年7月，任中华人民共和国司法部副部长、党组成员。2005年8月，第二次出任最高人民法院副院长（2004年9月至2006年11月，在武汉大学法学院获得刑法学博士学位，师从马克昌）。2008年4月，兼任最高人民法院党组副书记。2011年11月，晋升一级大法官，明确为正部级官员。
2012年10月，被免去在最高人民法院的职务。2012年11月，中国共产党第十七届中央纪律检查委员会第八次全体会议上，被增选为中央纪委副书记，并在随后举行的中国共产党第十八届中央纪律检查委员会第一次全体会议上，连任中纪委副书记。
2017年2月24日，任中华人民共和国司法部部长。2018年2月24日，当选为第十三届全国人大代表。2018年3月18日，任中华人民共和国最高人民检察院检察长。
2023年3月11日，任中华人民共和国最高人民法院院长，成为中华人民共和国首位同时具有司法部部长、最高人民检察院检察长和最高人民法院院长任职经历的司法领域官员。

## 学术兼职
- 中国法学会刑法学研究会副会长

## 外部連結
| 中华人民共和国审判机关职务 | 中华人民共和国审判机关职务                              | 中华人民共和国审判机关职务 |
| -------------------------- | ------------------------------------------------------- | -------------------------- |
| 前任： 周强                | 中华人民共和国最高人民法院院长 2023年3月－              | 現任                       |
| 中华人民共和国检察机关职务 |                                                         |                            |
| 前任： 曹建明              | 中华人民共和国最高人民检察院检察长 2018年3月－2023年3月 | 繼任： 应勇                |
| 中華人民共和國政府职务     |                                                         |                            |
| 前任： 吴爱英              | 中华人民共和国司法部部长 2017年2月－2018年3月           | 繼任： 傅政华              |